# 嵐電天神川駅

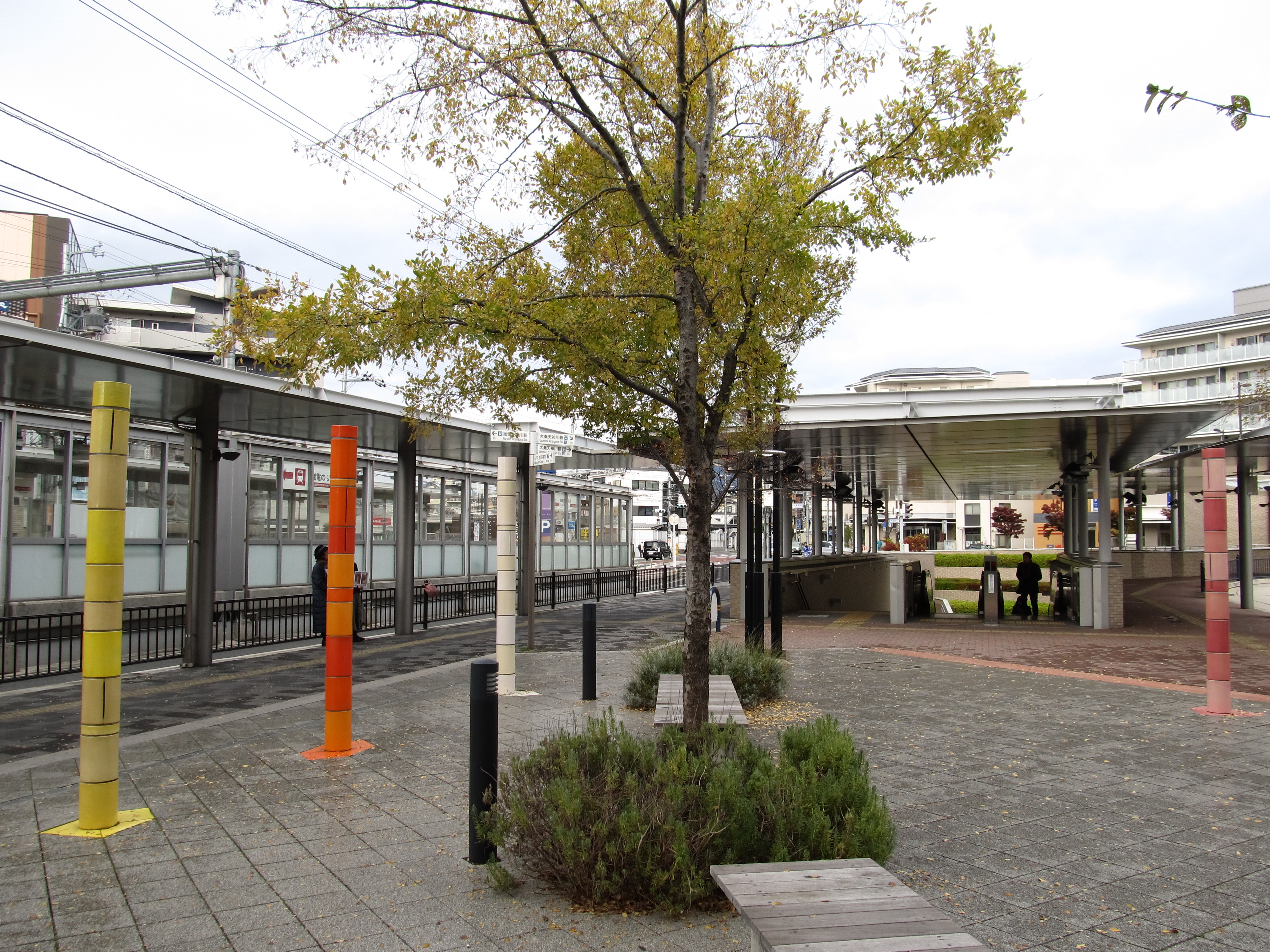
嵐電天神川駅（左側）と市営地下鉄東西線太秦天神川駅3番出入口（右奥）

嵐電天神川駅（らんでんてんじんがわえき）は、京都府京都市右京区太秦下刑部町にある、京福電気鉄道嵐山本線の停留場である。駅ナンバリングはA5。「右京区総合庁舎前」の副駅名を持つ。

## 歴史
2008年（平成20年）1月16日に京都市営地下鉄東西線の二条駅 - 太秦天神川駅間が延伸開業し、山ノ内駅 - 蚕ノ社駅間に同線太秦天神川駅との乗り換えのための停留場として設置されることになった。当停留場は東西線の延伸から2か月余り遅れて同年3月28日に開業した。当停留場開業までの期間は、隣の蚕ノ社駅が東西線との乗り換えの役割を担っていた。
設置費用の6億4,300万円のうちの6億1,600万円は京都市が負担し、2007年11月中に着工した。嵐山本線にとって既設路線の中間停留場新設は、1956年（昭和31年）開業の鹿王院駅に次いで52年ぶりで2駅目である。また京福電気鉄道としても、1992年（平成4年）に開業した三国芦原線（現在のえちぜん鉄道）の仁愛グランド前駅（臨時駅、一般の乗降不可）に次いで15年ぶりである。
東西線の太秦天神川駅延伸時から京阪電気鉄道京津線電車の乗り入れ区間も京都市役所前駅から同駅に延伸したため、嵐電天神川駅の開業で東西線のみならず京津線・石山坂本線沿線から嵐山・嵯峨野へのアクセスが向上した。

### 年表
- 2008年（平成20年）3月28日：嵐山本線の山ノ内駅 - 蚕ノ社駅間に駅新設開業[2][3][4][5]。

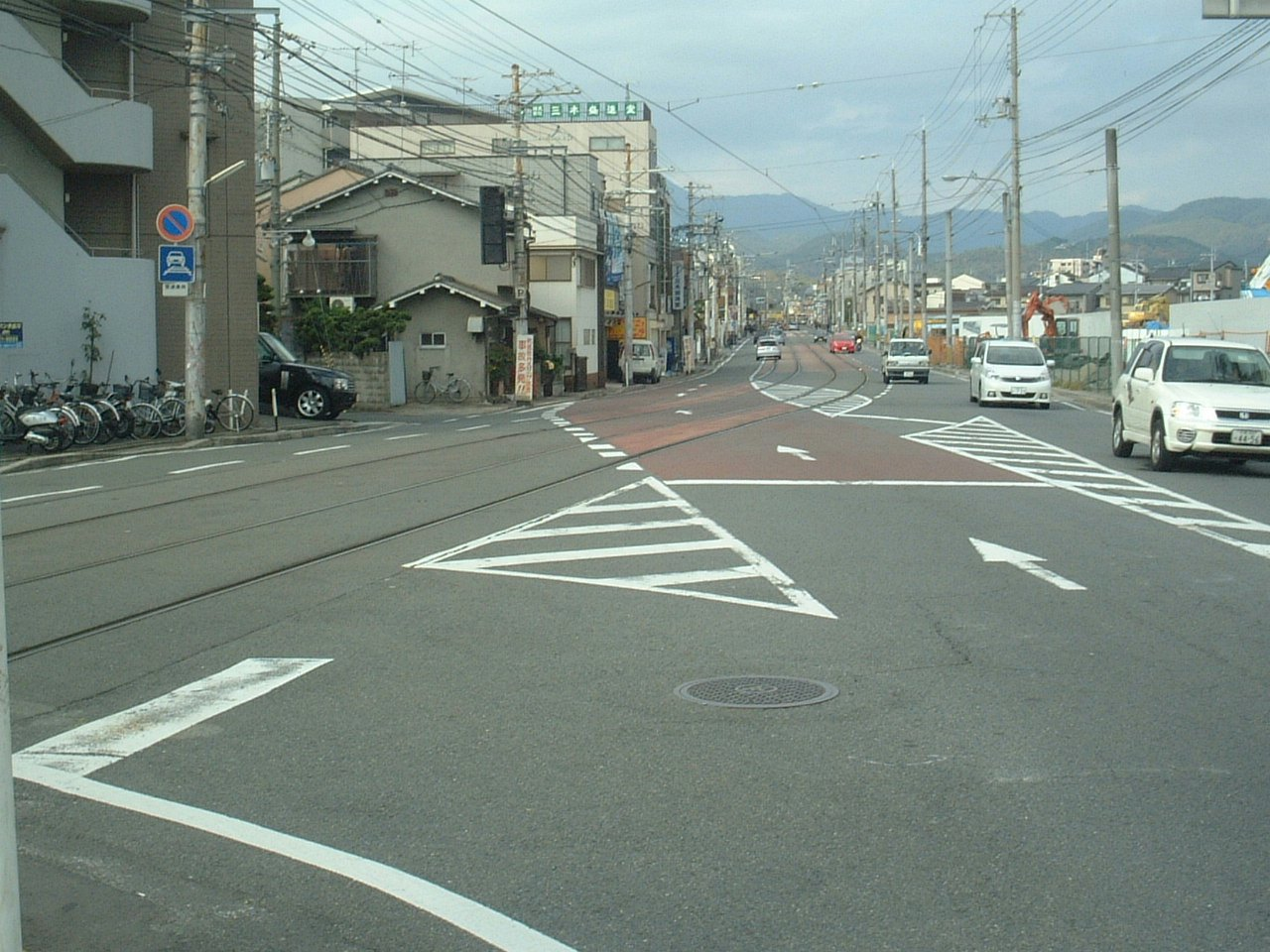
当駅設置以前の風景（2006年11月） 赤い車が見える付近に当駅が設置された

## 停留場構造
相対式ホーム（停留場）2面2線を持つ地上停留場である。併用軌道区間であるが、安全地帯ではなくプラットホームが設置されているほかに、ホーム全体を覆う上屋も設置されている。プラットホームにはベンチも設置されている。また、地下鉄太秦天神川駅の3番出入口から嵐電天神川駅までの通路にも屋根が設置されている。
計画当初は、三条通東側歩道に隣接するように設置される予定だったが、その後計画変更により三条通北行き南行き車線の中央に設置されることになった。ホームと三条通両側の歩道はホーム東側の信号機を備えた横断歩道で連絡する。

### のりば
| のりば | 路線      | 方向 | 行先               |
| ------ | --------- | ---- | ------------------ |
| (西側) | ■嵐山本線 | 下り | 帷子ノ辻・嵐山方面 |
| (東側) | ■嵐山本線 | 上り | 四条大宮方面       |

## 停留場周辺
- 京都市営地下鉄東西線太秦天神川駅[1][5][6] - 地下鉄との連絡通路は四条大宮方面（上り）のホーム側に設置されている[3]。
- SANSA右京（右京区総合庁舎・右京中央図書館・京都市交通局）
- 大日本印刷太秦工場

## その他
嵐山本線では2007年3月19日に駅ナンバリングが導入されたが、その時点では当駅は未開業であったため、前の番号A6は欠番となっていた。

## 隣の停留場
京福電気鉄道
■嵐山本線
山ノ内駅 (A4) - 嵐電天神川駅 (A5) - 蚕ノ社駅 (A6)
- 括弧内は駅番号を示す。